# Polo under sommer-OL 1920
Polo under sommer-OL 1920. Polo var med på det olympiske program for tredje gang i 1920 i Antwerden. 

## Medaljer
| Polo OL 1920 Antwerpen | Polo OL 1920 Antwerpen | Polo OL 1920 Antwerpen | Polo OL 1920 Antwerpen | Polo OL 1920 Antwerpen | Polo OL 1920 Antwerpen |
| ---------------------- | ---------------------- | ---------------------- | ---------------------- | ---------------------- | ---------------------- |
| Nr.                    | Land                   | Guld                   | Sølv                   | Bronze                 | Totalt                 |
| 1.                     | Storbritannien         | 1                      | 0                      | 0                      | 1                      |
| 2.                     | Spanien                | 0                      | 1                      | 0                      | 1                      |
| 3.                     | USA                    | 0                      | 0                      | 1                      | 1                      |
| Totalt                 | Totalt                 | 1                      | 1                      | 1                      | 3                      |

## Resultat
| Dato     | Polo OL 1920 – semifinaler | Resultat |
| -------- | -------------------------- | -------- |
| 25. juli | Spanien - USA              | 13 - 3   |
| 26. juli | Storbritannien - Belgien   | 8 - 3    |

| Dato     | Polo OL 1920 – bronzefinale | Resultat |
| -------- | --------------------------- | -------- |
| 28. juli | USA - Belgien               | 11 - 3   |

| Dato     | Polo OL 1920 – finale    | Resultat |
| -------- | ------------------------ | -------- |
| 31. juli | Storbritannien - Spanien | 13 - 11  |

## Medaljevindere
| Plass | Land | Utøver                                                                                              |
| ----- | ---- | --------------------------------------------------------------------------------------------------- |
| 1.    | GBR  | Teignmouth Melville Frederick Barrett John Wodehouse Vivian Lockett                                 |
| 2.    | ESP  | Leopoldo Saínz de la Maza Álvaro de Figueroa Hernando Fitz-James Jacobo Fitz-James José de Figueroa |
| 3.    | USA  | Arthur Harris Terry Allen John Montgomery Nelson Margetts                                           |